# Il mio paese (film)
Il mio paese (Meu país) è un film del 2011 diretto da André Ristum.

## Trama
Marcos è un uomo d'affari brasiliano di successo, sposato, che vive da anni in Italia per motivi di lavoro. Dopo tanto tempo si trova obbligato a tornare nel paese di origine a causa della morte di suo padre Armando, colpito da un ictus. Rivede così suo fratello Tiago, che al contrario di lui non ha mai lavorato nell'impresa di famiglia. Durante il periodo del lutto, Marcos e Tiago devono convivere tentando di appianare le loro differenze. Ad aumentare il conflitto tra i due fratelli è la scoperta dell'esistenza di una sorellastra che soffre di problemi mentali, Manuela. La donna è figlia di Armando, che per tutta la vita l'ha tenuta nascosta ai familiari.

## Premi
Il film ha ottenuto cinque premi al Festival de Brasília: miglior film, miglior regista, migliore attore protagonista, miglior montaggio e migliore colonna sonora.

## Produzione
È stato il primo lungometraggio diretto da André Ristum. Le riprese si sono svolte nello Stato di São Paulo, a Paulínia, e anche a Roma. Il protagonista Rodrigo Santoro ha dovuto imparare l'italiano per girare il film.  L'attrice italiana Anita Caprioli interpreta Giulia, moglie di Marcos.